# TGV Réseau
TGV Réseau (с фр. — «Сеть» — то есть для эксплуатации на различных линиях сети TGV) — серия французских высокоскоростных электропоездов. Данные электропоезда созданы на базе электропоездов TGV Atlantique, от которых отличаются прежде всего сокращением числа промежуточных вагонов до 8. Существуют как в двухсистемной, так и в трёхсистемной разновидностях. Также существует разновидность Thalys PBA, которую часто выделяют в отдельную серию.
Одной из причин появления этих электропоездов послужили многочисленные жалобы пассажиров по поводу перепадов давления в электропоездах TGV-A, когда те заезжают в тоннели. В отличие от них, TGV Réseau имеет герметичный кузов, что позволило исключить возникновение подобных неприятных ощущений.